# Fontcouverte (Aude)
Pour les articles homonymes, voir Fontcouverte.
Fontcouverte  est une commune française située dans le nord du département de l'Aude, en région Occitanie. En languedocien, elle se nomme Fontcoverta, prononcer Founcouberto.
Sur le plan historique et culturel, la commune fait partie du massif des Corbières, un chaos calcaire formant la transition entre le Massif central et les Pyrénées. Exposée à un climat méditerranéen, elle est drainée par le ruisseau de la Jourre Vieille Haute, le ruisseau de la Peyrouse et par divers autres petits cours d'eau. La commune possède un patrimoine naturel remarquable : un site Natura 2000 (les « Corbières occidentales ») et trois zones naturelles d'intérêt écologique, faunistique et floristique.
Fontcouverte est une commune rurale qui compte 574 habitants en 2022, après avoir connu une forte hausse de la population depuis 1975. Elle fait partie de l'aire d'attraction de Narbonne. Ses habitants sont appelés les Fontcouvertois et  Fontcouvertoises.

## Géographie

### Localisation
La commune de Fontcouverte est située sur le vignoble de la Montagne d'Alaric qui fait partie du vignoble des Corbières.

### Communes limitrophes
Les communes limitrophes sont  Conilhac-Corbières, Fabrezan, Ferrals-les-Corbières, Montbrun-des-Corbières et Moux.
|                                      | Montbrun-des-Corbières | Conilhac-Corbières    |
| Moux                                 | Fontcouverte           |                       |
| Camplong-d'Aude (par un quadripoint) | Fabrezan               | Ferrals-les-Corbières |

### Géologie et relief
Fontcouverte se situe en zone de sismicité 2 (sismicité faible).

### Hydrographie

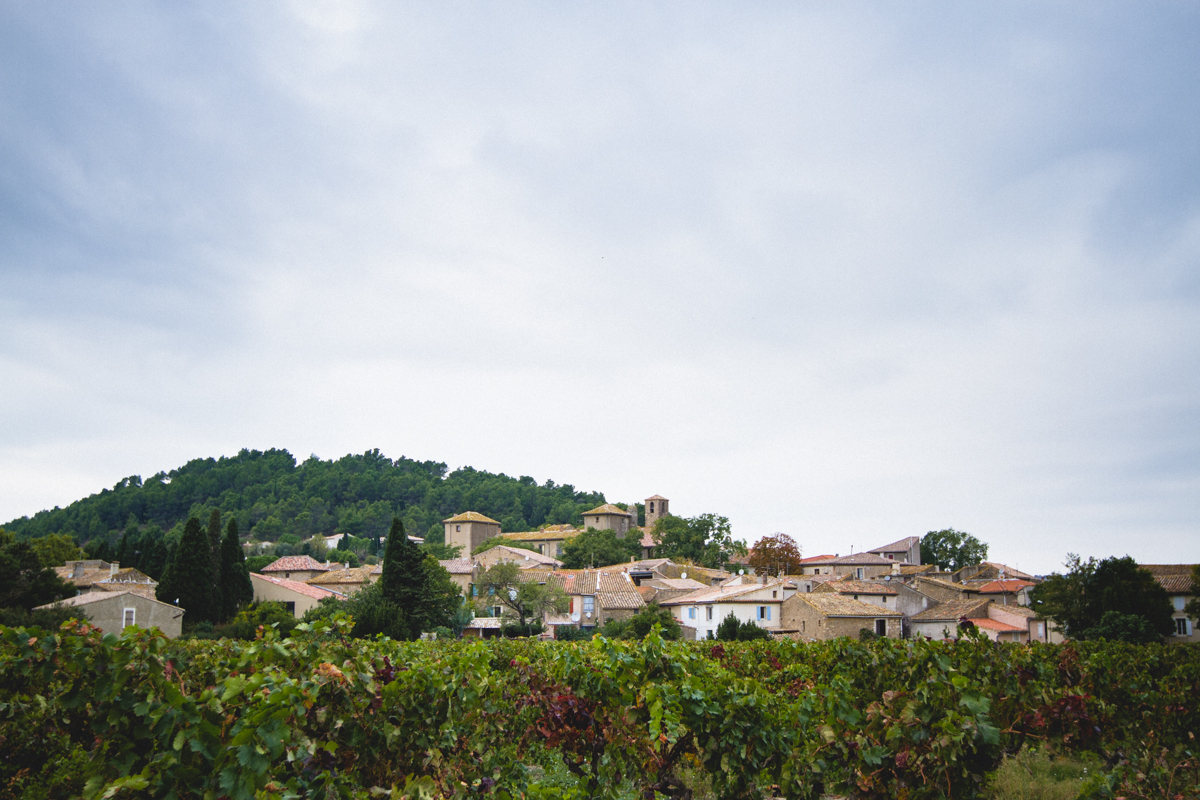

La commune est dans la région hydrographique « Côtiers méditerranéens », au sein du bassin hydrographique Rhône-Méditerranée-Corse. Elle est drainée par le ruisseau de la Jourre Vieille Haute, le ruisseau de la Peyrouse, le ruisseau d'Aigues Vives, le ruisseau de la Combe du Bœuf Mort, le ruisseau de l'Aigue Douce, le ruisseau de la Jourre Ancienne et le ruisseau de Mouchette, qui constituent un réseau hydrographique de 10 km de longueur totale,.
Le ruisseau de la Jourre Vieille Haute, d'une longueur totale de 21,8 km, prend sa source dans la commune de Moux et s'écoule du sud-ouest vers le nord-est. Il traverse la commune et se jette dans l'Aude à Canet, après avoir traversé 5 communes.

### Climat
Pour des articles plus généraux, voir Climat de l'Occitanie et Climat de l'Aude.
En 2010, le climat de la commune est de type climat méditerranéen franc, selon une étude s'appuyant sur une série de données couvrant la période 1971-2000. En 2020, Météo-France publie une typologie des climats de la France métropolitaine dans laquelle la commune est exposée à un climat méditerranéen et est dans la région climatique Provence, Languedoc-Roussillon, caractérisée par une pluviométrie faible en été, un très bon ensoleillement (2 600 h/an), un été chaud (21,5 °C), un air très sec en été, sec en toutes saisons, des vents forts (fréquence de 40 à 50 % de vents > 5 m/s) et peu de brouillards.
Pour la période 1971-2000, la température annuelle moyenne est de 14,8 °C, avec  une amplitude thermique annuelle de 16,1 °C. Le cumul annuel moyen de précipitations est de 690 mm, avec 7,2 jours de précipitations en janvier et 3,1 jours en juillet. Pour la période 1991-2020 la température moyenne annuelle observée sur la station météorologique la plus proche, située sur la commune de Lézignan-Corbières à 7 km à vol d'oiseau, est de 15,2 °C et le cumul annuel moyen de précipitations est de 678,7 mm,. Pour l'avenir, les paramètres climatiques de la commune estimés pour 2050 selon différents scénarios d’émission de gaz à effet de serre sont consultables sur un site dédié publié par Météo-France en novembre 2022.

### Milieux naturels et biodiversité

#### Réseau Natura 2000

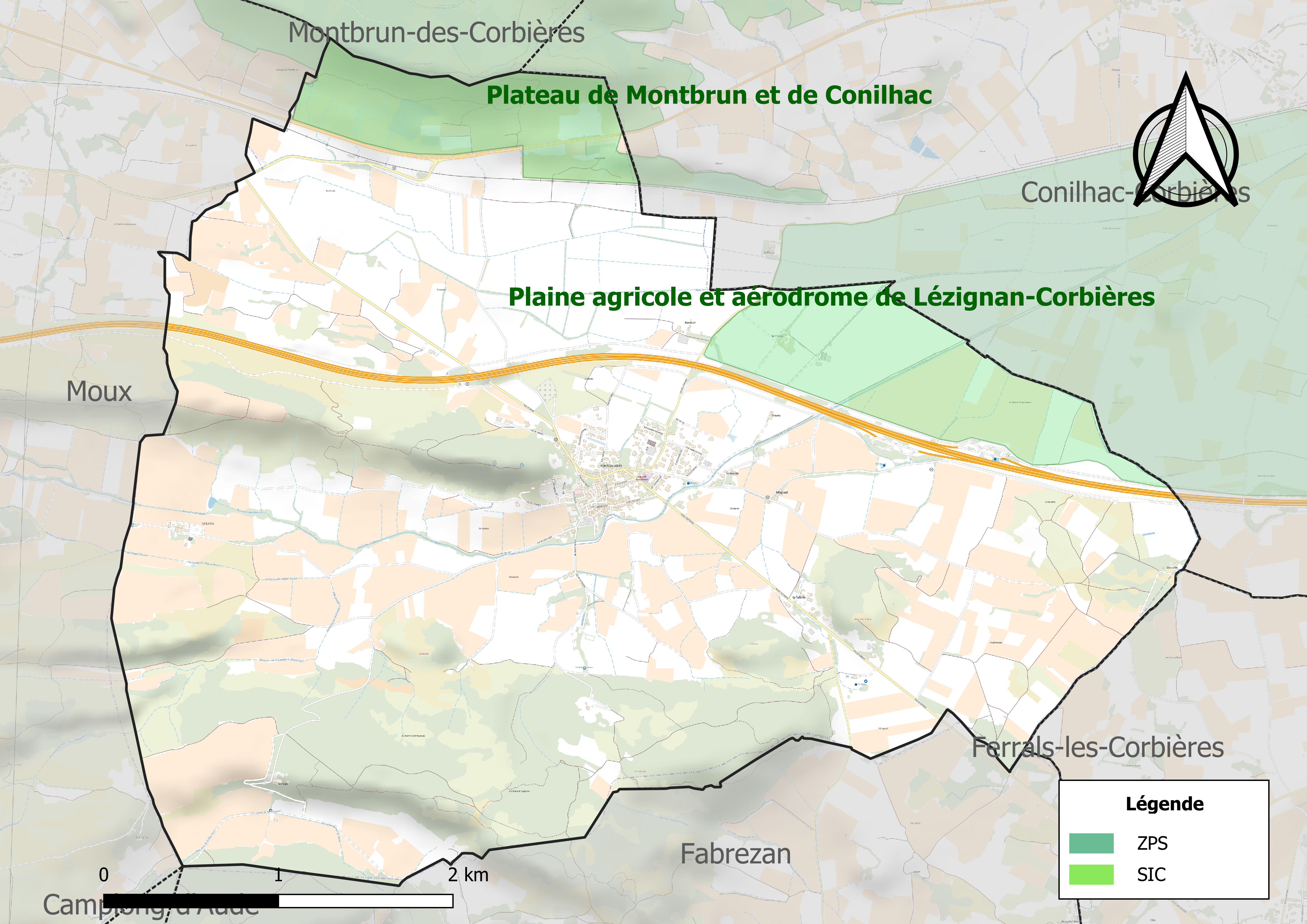
Sites Natura 2000 sur le territoire communal.

Le réseau Natura 2000 est un réseau écologique européen de sites naturels d'intérêt écologique élaboré à partir des directives habitats et oiseaux, constitué de zones spéciales de conservation (ZSC) et de zones de protection spéciale (ZPS). Un site Natura 2000 a été défini sur la commune au titre  de la directive oiseaux : les « Corbières occidentales », d'une superficie de 22 912 ha, présentant des milieux propices à la nidification des espèces rupicoles : des couples d'Aigles royaux occupent partagent l'espace avec des espèces aussi significatives que le Faucon pèlerin, le Grand-duc d'Europe ou le Circaète Jean-le-Blanc.

#### Zones naturelles d'intérêt écologique, faunistique et floristique
L’inventaire des zones naturelles d'intérêt écologique, faunistique et floristique (ZNIEFF) a pour objectif de réaliser une couverture des zones les plus intéressantes sur le plan écologique, essentiellement dans la perspective d’améliorer la connaissance du patrimoine naturel national et de fournir aux différents décideurs un outil d’aide à la prise en compte de l’environnement dans l’aménagement du territoire. Deux ZNIEFF de type 1 sont recensées sur la commune : la « plaine agricole et aérodrome de Lézignan-Corbières » (541 ha), couvrant 3 communes du département, et le « plateau de Montbrun et de Conilhac » (719 ha), couvrant 6 communes du département et une ZNIEFF de type 2, : le « massif d'Alaric » (8 316 ha), couvrant 15 communes du département.

Carte des ZNIEFF de type 1 et 2 à Fontcouverte.
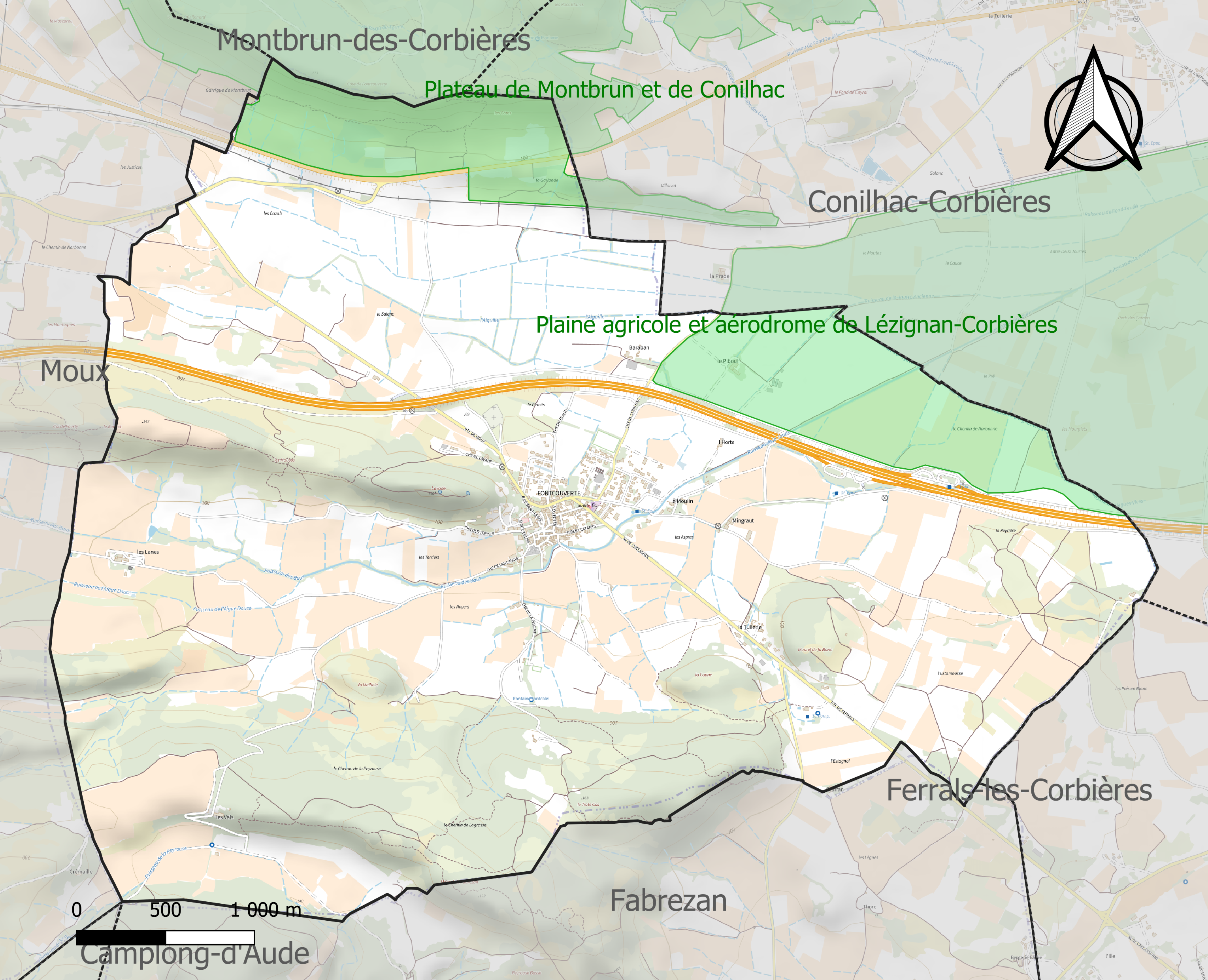
Carte des ZNIEFF de type 1 sur la commune.
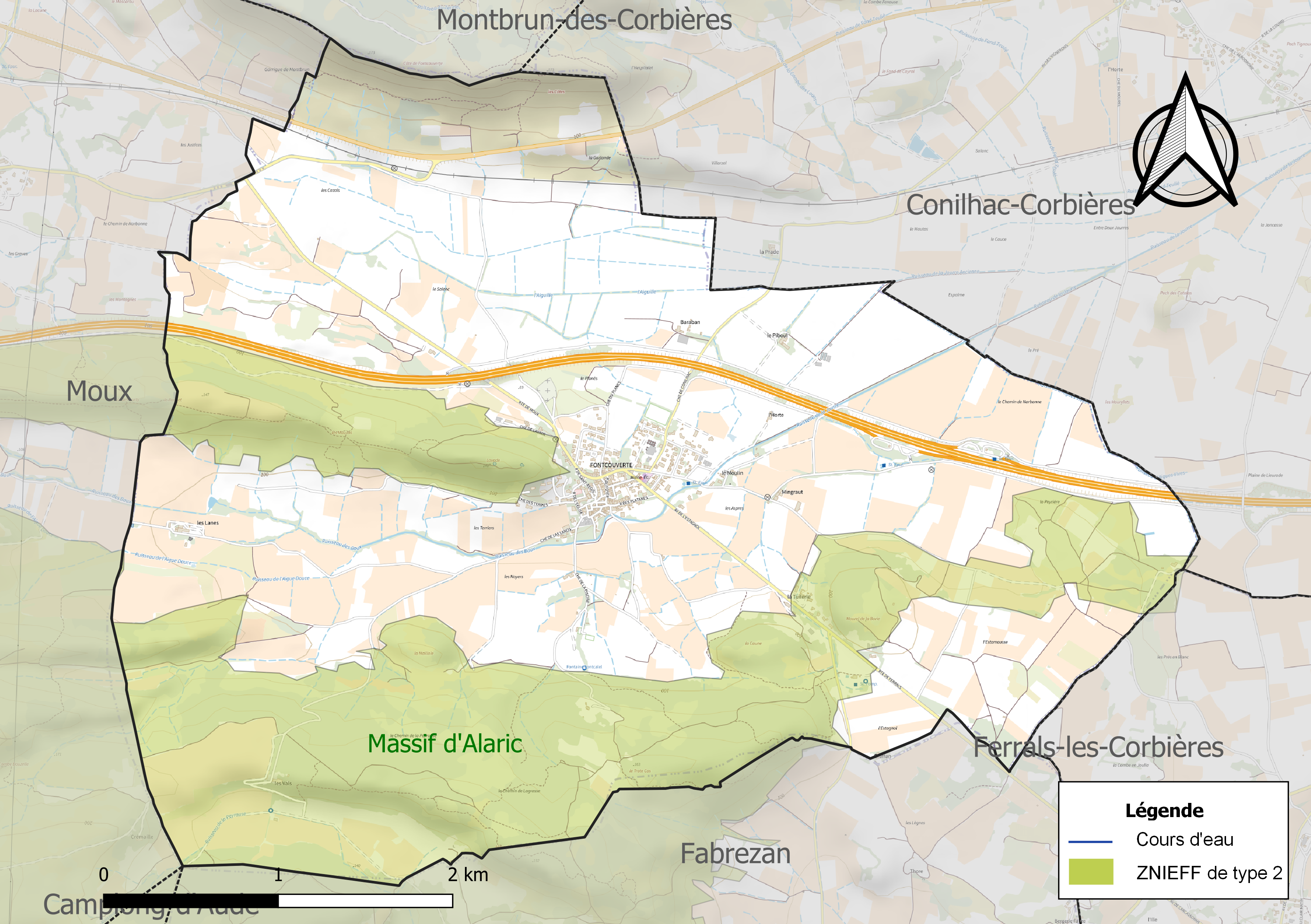
Carte de la ZNIEFF de type 2 sur la commune.

## Urbanisme

### Typologie
Au 1er janvier 2024, Fontcouverte est catégorisée commune rurale à habitat dispersé, selon la nouvelle grille communale de densité à 7 niveaux définie par l'Insee en 2022.
Elle est située hors unité urbaine. Par ailleurs la commune fait partie de l'aire d'attraction de Narbonne, dont elle est une commune de la couronne,. Cette aire, qui regroupe 71 communes, est catégorisée dans les aires de 50 000 à moins de 200 000 habitants,.

### Occupation des sols
L'occupation des sols de la commune, telle qu'elle ressort de la base de données européenne d’occupation biophysique des sols Corine Land Cover (CLC), est marquée par l'importance des territoires agricoles (69,3 % en 2018), en diminution par rapport à 1990 (73,5 %). La répartition détaillée en 2018 est la suivante : cultures permanentes (43,1 %), zones agricoles hétérogènes (26,2 %), milieux à végétation arbustive et/ou herbacée (20,3 %), forêts (6,2 %), zones urbanisées (4,2 %). L'évolution de l’occupation des sols de la commune et de ses infrastructures peut être observée sur les différentes représentations cartographiques du territoire : la carte de Cassini (XVIIIe siècle), la carte d'état-major (1820-1866) et les cartes ou photos aériennes de l'IGN pour la période actuelle (1950 à aujourd'hui).

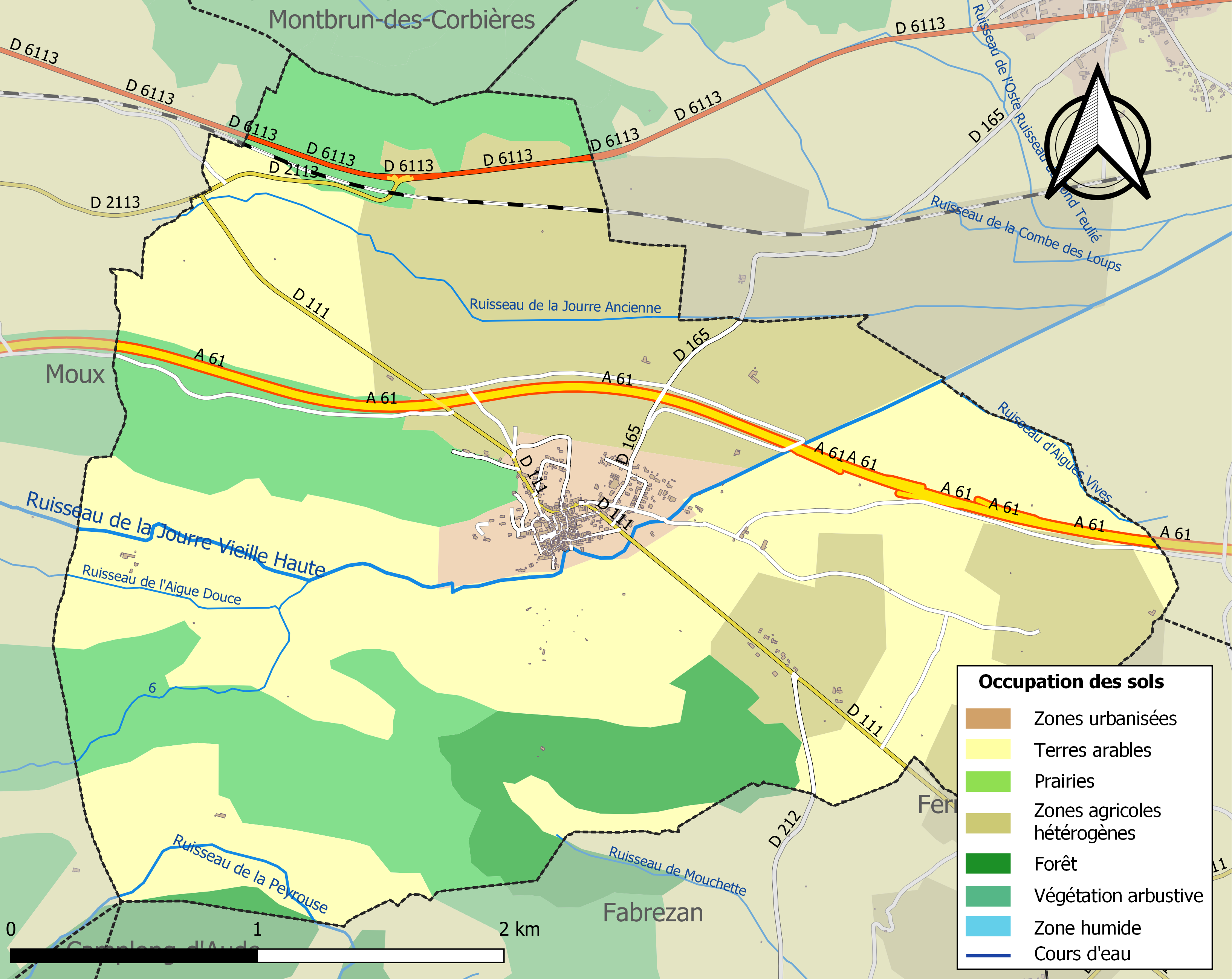
Carte des infrastructures et de l'occupation des sols de la commune en 2018 (CLC).

### Risques majeurs
Le territoire de la commune de Fontcouverte est vulnérable à différents aléas naturels : météorologiques (tempête, orage, neige, grand froid, canicule ou sécheresse), inondations, feux de forêts et séisme (sismicité faible). Il est également exposé à un risque technologique,  le transport de matières dangereuses. Un site publié par le BRGM permet d'évaluer simplement et rapidement les risques d'un bien localisé soit par son adresse soit par le numéro de sa parcelle.

#### Risques naturels
Certaines parties du territoire communal sont susceptibles d’être affectées par le risque d’inondation par débordement de cours d'eau, notamment le ruisseau de la Jourre Vieille Haute. La commune a été reconnue en état de catastrophe naturelle au titre des dommages causés par les inondations et coulées de boue survenues en 1982, 1987, 1992, 1996, 1999, 2005, 2009 et 2018,.

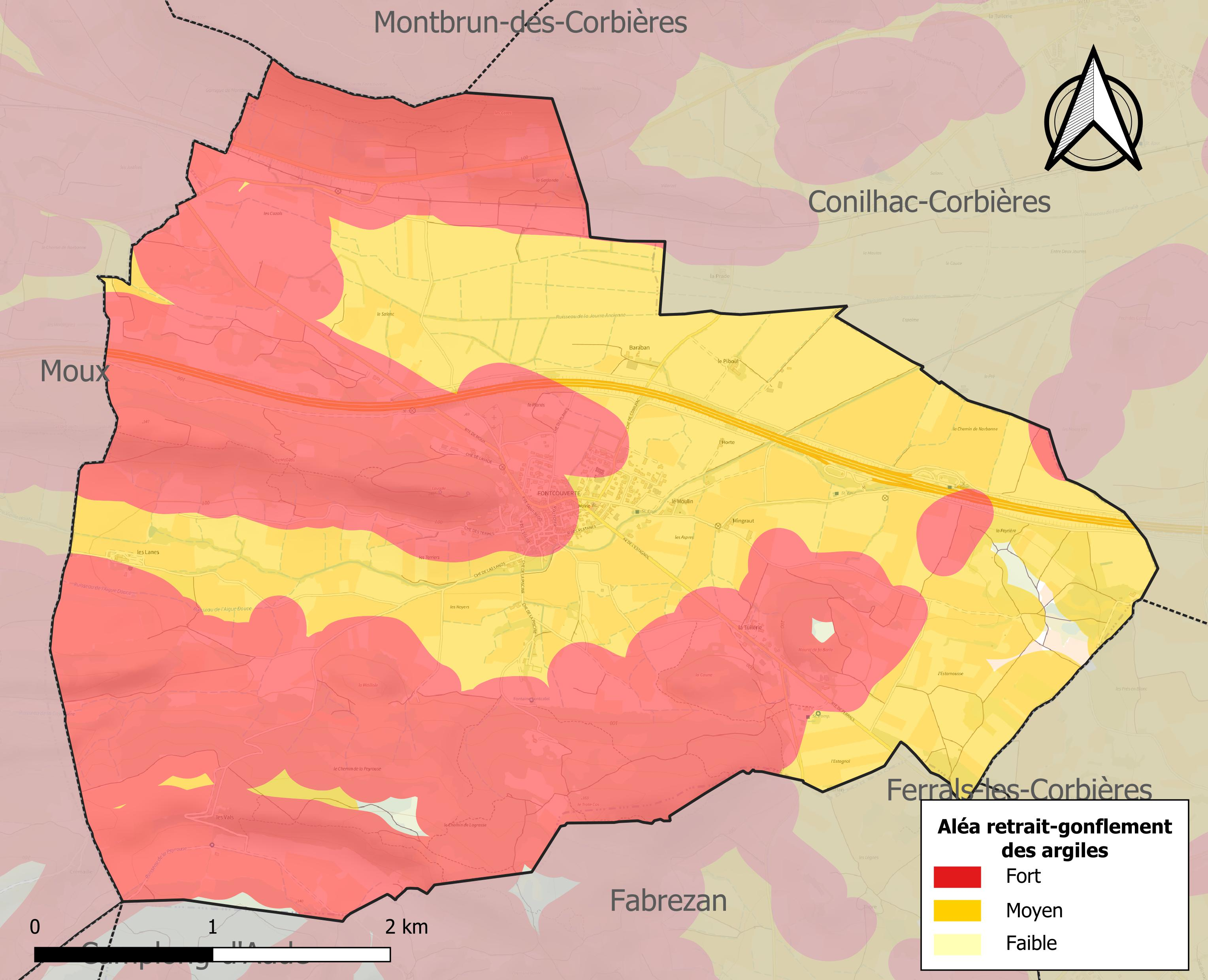
Carte des zones d'aléa retrait-gonflement des sols argileux de Fontcouverte.

Le retrait-gonflement des sols argileux est susceptible d'engendrer des dommages importants aux bâtiments en cas d’alternance de périodes de sécheresse et de pluie. 98,9 % de la superficie communale est en aléa moyen ou fort (75,2 % au niveau départemental et 48,5 % au niveau national). Sur les 317 bâtiments dénombrés sur la commune en 2019, 317 sont en aléa moyen ou fort, soit 100 %, à comparer aux 94 % au niveau départemental et 54 % au niveau national. Une cartographie de l'exposition du territoire national au retrait gonflement des sols argileux est disponible sur le site du BRGM,.

#### Risques technologiques
Le risque de transport de matières dangereuses sur la commune est lié à sa traversée par une route à fort trafic et une ligne de chemin de fer. Un accident se produisant sur de telles infrastructures est en effet susceptible d’avoir des effets graves au bâti ou aux personnes jusqu’à 350 m, selon la nature du matériau transporté. Des dispositions d’urbanisme peuvent être préconisées en conséquence.

## Politique et administration

### Découpage territorial
La commune de Fontcouverte est membre de la communauté de communes de la Région Lézignanaise, Corbières et Minervois, un établissement public de coopération intercommunale (EPCI) à fiscalité propre créé le 20 décembre 2012 dont le siège est à Lézignan-Corbières. Ce dernier est par ailleurs membre d'autres groupements intercommunaux.
Sur le plan administratif, elle est rattachée à l'arrondissement de Narbonne, au département de l'Aude, en tant que circonscription administrative de l'État, et à la région Occitanie.
Sur le plan électoral, elle dépend du canton des Corbières pour l'élection des conseillers départementaux, depuis le redécoupage cantonal de 2014 entré en vigueur en 2015, et de la première circonscription de l'Aude  pour les élections législatives, depuis le redécoupage électoral de 2010.

### Liste des maires
| Période                                  | Période  | Identité        | Étiquette | Qualité        |
| ---------------------------------------- | -------- | --------------- | --------- | -------------- |
| 2001                                     | 2010     | Alain Calhavel  |           |                |
| 2010                                     | 2020     | Robert Forté    | PS        |                |
| 2020                                     | En cours | Jacques Contiès | PCF       | Ancien ouvrier |
| Les données manquantes sont à compléter. |          |                 |           |                |

## Démographie
L'évolution du nombre d'habitants est connue à travers les recensements de la population effectués dans la commune depuis 1793. Pour les communes de moins de 10 000 habitants, une enquête de recensement portant sur toute la population est réalisée tous les cinq ans, les populations de référence des années intermédiaires étant quant à elles estimées par interpolation ou extrapolation. Pour la commune, le premier recensement exhaustif entrant dans le cadre du nouveau dispositif a été réalisé en 2006.

En 2022, la commune comptait 574 habitants, en évolution de +5,13 % par rapport à 2016 (Aude : +2,65 %, France hors Mayotte : +2,11 %).
| 1793 | 1800 | 1806 | 1821 | 1831 | 1836 | 1841 | 1846 | 1851 |
| ---- | ---- | ---- | ---- | ---- | ---- | ---- | ---- | ---- |
| 306  | 222  | 244  | 350  | 352  | 381  | 398  | 430  | 436  |

| 1856 | 1861 | 1866 | 1872 | 1876 | 1881 | 1886 | 1891 | 1896 |
| ---- | ---- | ---- | ---- | ---- | ---- | ---- | ---- | ---- |
| 490  | 439  | 488  | 459  | 555  | 663  | 600  | 541  | 504  |

| 1901 | 1906 | 1911 | 1921 | 1926 | 1931 | 1936 | 1946 | 1954 |
| ---- | ---- | ---- | ---- | ---- | ---- | ---- | ---- | ---- |
| 510  | 563  | 534  | 555  | 544  | 536  | 500  | 431  | 381  |

| 1962 | 1968 | 1975 | 1982 | 1990 | 1999 | 2006 | 2011 | 2016 |
| ---- | ---- | ---- | ---- | ---- | ---- | ---- | ---- | ---- |
| 388  | 397  | 336  | 328  | 333  | 424  | 509  | 520  | 546  |

| 2021 | 2022 | - | - | - | - | - | - | - |
| ---- | ---- | - | - | - | - | - | - | - |
| 567  | 574  | - | - | - | - | - | - | - |

## Économie

### Revenus
En 2018  (données INSEE publiées en septembre 2021), la commune compte 233 ménages fiscaux, regroupant 494 personnes. La médiane du revenu disponible par unité de consommation est de 20 850 € (19 240 € dans le département).

### Emploi
| Division       | 2008   | 2013   | 2018   |
| -------------- | ------ | ------ | ------ |
| Commune        | 6,6 %  | 8 %    | 10,9 % |
| Département    | 10,2 % | 12,8 % | 12,6 % |
| France entière | 8,3 %  | 10 %   | 10 %   |

En 2018, la population âgée de 15 à 64 ans s'élève à 333 personnes, parmi lesquelles on compte 74,6 % d'actifs (63,8 % ayant un emploi et 10,9 % de chômeurs) et 25,4 % d'inactifs,. En  2018, le taux de chômage communal (au sens du recensement) des 15-64 ans est inférieur à celui du département, mais supérieur à celui de la France, alors qu'en 2008 il était inférieur à celui de la France.
La commune fait partie de la couronne de l'aire d'attraction de Narbonne, du fait qu'au moins 15 % des actifs travaillent dans le pôle,. Elle compte 74 emplois en 2018, contre 100 en 2013 et 119 en 2008. Le nombre d'actifs ayant un emploi résidant dans la commune est de 215, soit un indicateur de concentration d'emploi de 34,6 % et un taux d'activité parmi les 15 ans ou plus de 55 %.
Sur ces 215 actifs de 15 ans ou plus ayant un emploi, 56 travaillent dans la commune, soit 26 % des habitants. Pour se rendre au travail, 87,8 % des habitants utilisent un véhicule personnel ou de fonction à quatre roues, 2,4 % les transports en commun, 8 % s'y rendent en deux-roues, à vélo ou à pied et 1,8 % n'ont pas besoin de transport (travail au domicile).

### Activités hors agriculture

#### Secteurs d'activités
38 établissements sont implantés  à Fontcouverte au 31 décembre 2019. Le tableau ci-dessous en détaille le nombre par secteur d'activité et compare les ratios avec ceux du département,.
| Secteur d'activité                                                                                        | Commune | Commune | Département |
| Secteur d'activité                                                                                        | Nombre  | %       | %           |
| --- | ------- | ------- | ----------- |
| Ensemble                                                                                                  | 38      |         |             |
| Industrie manufacturière, industries extractives et autres                                                | 1       | 2,6 %   | (8,8 %)     |
| Construction                                                                                              | 10      | 26,3 %  | (14 %)      |
| Commerce de gros et de détail, transports, hébergement et restauration                                    | 13      | 34,2 %  | (32,3 %)    |
| Activités immobilières                                                                                    | 1       | 2,6 %   | (5,2 %)     |
| Activités spécialisées, scientifiques et techniques et activités de services administratifs et de soutien | 6       | 15,8 %  | (13,3 %)    |
| Administration publique, enseignement, santé humaine et action sociale                                    | 3       | 7,9 %   | (13,2 %)    |
| Autres activités de services                                                                              | 4       | 10,5 %  | (8,8 %)     |

Le secteur du commerce de gros et de détail, des transports, de l'hébergement et de la restauration est prépondérant sur la commune puisqu'il représente 34,2 % du nombre total d'établissements de la commune (13 sur les 38 entreprises implantées  à Fontcouverte), contre 32,3 % au niveau départemental.

#### Entreprises
L'entreprise ayant son siège social sur le territoire communal qui génère le plus de chiffre d'affaires en 2020 est : 
- Les Defis De Mingraut, commerce de gros (commerce interentreprises) de boissons (41 k€).

### Agriculture
La commune fait partie de la petite région agricole dénommée « Région viticole ». En 2010, l'orientation technico-économique de l'agriculture  sur la commune est la viticulture (appellation et autre).
|                                   | 1988 | 2000 | 2010 |
| --------------------------------- | ---- | ---- | ---- |
| Exploitations                     | 65   | 33   | 22   |
| Superficie agricole utilisée (ha) | 438  | 382  | 434  |

Le nombre d'exploitations agricoles en activité et ayant leur siège dans la commune est passé de 65 lors du recensement agricole de 1988 à 33 en 2000 puis à 22 en 2010, soit une baisse de 66 % en 22 ans. Le même mouvement est observé à l'échelle du département qui a perdu pendant cette période 52 % de ses exploitations. La surface agricole utilisée sur la commune a également diminué, passant de 438 ha en 1988 à 434 ha en 2010. Parallèlement la surface agricole utilisée moyenne par exploitation a augmenté, passant de 7 à 20 ha.

## Culture locale et patrimoine

### Lieux et monuments
- Église Saint-Julien-Sainte-Basilisse de Fontcouverte. L'église est dédiée aux Julien et Basilisse. L'édifice est référencé dans la base Mérimée et à l'Inventaire général Région Occitanie[40].
- Monument Saint-Régis.
- Fontaine de la place de la Révolution, construite à la fin du XIXe siècle.
- Colonne de 4,40 m de haut avec une statue en fonte représentant une femme symbolisant l'agriculture.
- Montagne d'Alaric.
- Fontaine couverte. La fontaine et ses abords sont inscrits au titre des sites naturels depuis 1943[41].

### Personnalités liées à la commune
- Village natal de saint Jean-François Régis apôtre du Vivarais, fête le 16 juin.

### Héraldique
| Blason de Fontcouverte | Blason  | De gueules à l'aigle éployée d'argent accompagnée de trois trèfles de même. |
| Blason de Fontcouverte | Détails | On se trouve en présence du blason de la famille seigneuriale que la communauté a adopté à la fin du XVIIe siècle. La famille de Régis descend de la noble maison rouergate d'Esplas, dont la branche cadette alla s'établir dans le Languedoc. Le blason des De Régis porte de gueule (rouge), à l'aigle éployée et couronnée, cantonné de trois trèfles d'or. L'actuel blason de Fontcouverte s'inspire largement de celui de la famille de Régis, mais l'aigle n'y porte point de couronne. Par ailleurs, les trèfles ne sont pas d'or, mais d'argent tout comme l'aigle. L'aigle éployée couronnée se retrouve sur l'écu armorial de la famille de Martrin, qui fut seigneuresse d'Esplas. Saint Jean-François de Régis étant le personnage le plus illustre de Fontcouverte, on comprendra que cette commune ait pris le parti de s'inspirer des armoiries des De Régis. Le statut officiel du blason reste à déterminer. |